# Le Cri du sorcier
Pour plus de détails, voir Fiche technique et Distribution.
Le Cri du sorcier (The Shout) est un film d'horreur dramatique britannique réalisé par Jerzy Skolimowski, sorti en 1978. La musique a été écrite et composée par Tony Banks, Mike Rutherford et Rupert Hine. 

## Synopsis
Au cours d'un match de cricket qui se déroule dans une institution psychiatrique, l'écrivain Robert Graves fait la connaissance de Charles Crossley, un pensionnaire étrange présenté comme très intelligent. Alors qu'ils sont tous les deux dans une cabane à compter les points de la partie, Crossley entreprend de lui raconter son histoire. Grand marcheur, il dit avoir voyagé pendant dix-huit ans en Australie où il apprit la magie d'un sorcier aborigène et acquit un pouvoir terrible, le cri de terreur qui provoque une mort instantanée. Crossley, un mystérieux voyageur envahit la vie d'un jeune couple, Rachel et Anthony Fielding. Anthony est un compositeur qui expérimente les effets sonores et diverses sources électroniques dans son studio isolé du Devon. Le couple offre l'hospitalité à Crossley mais ses intentions se révèlent peu à peu plus sinistres. Il prétend avoir appris d'un chaman aborigène comment produire un "cri de terreur" qui peut tuer quiconque l'entend sans protection.

## Fiche technique
- Titre : Le Cri du sorcier
- Titre original : The Shout
- Réalisation : Jerzy Skolimowski
- Scénario : Michael Austin et Jerzy Skolimowski, d'après la nouvelle éponyme de Robert Graves
- Production : Jeremy Thomas et Michael Austin
- Musique : Tony Banks, Rupert Hine et Mike Rutherford
- Photographie : Mike Molloy
- Montage : Barrie Vince
- Direction artistique : Simon Holland
- Pays d'origine :  Royaume-Uni
- Format : Couleurs - 1,85:1 - Dolby - 35 mm
- Genre : Horreur, drame
- Durée : 86 minutes
- Date de sortie : 
  -  France : 22 mai 1978 (Festival de Cannes)
  -  Royaume-Uni : 16 juin 1978
- Réédition au cinéma : le 28 janvier 2015 - Distributeur : Mission

## Distribution
- Alan Bates (VF : Pierre Hatet) : Charles Crossley
- Susannah York (VF : Béatrice Delfe) : Rachel Fielding
- John Hurt (VF : Bernard Tiphaine) : Anthony Fielding
- Robert Stephens (VF : Albert Augier) : le médecin-chef de l'asile
- Tim Curry : Robert Graves
- Julian Hough (VF : François Leccia) : le vicaire
- Carol Drinkwater : la femme
- John Rees : l'inspecteur
- Susan Wooldridge : Harriet
- Nick Stringer (VF : Francis Lax) : le cordonnier

## Autour du film
- Le tournage s'est déroulé dans le comté de Devon.
- Dans son studio d'enregistrement, le personnage de Rachel Fielding, joué par Susannah York, possède plusieurs reproductions d'œuvres du peintre britannique Francis Bacon[1].

## Distinctions
- Grand prix du Jury lors du Festival de Cannes 1978.